# Теорема про первісний елемент
Теорема про первісний елемент — твердження в теорії полів, розділі математики, що дає необхідні і достатні умови для того щоб скінченне розширення було простим.

## Твердження теореми
Нехай {\displaystyle F} і {\displaystyle K} довільні поля, і {\displaystyle K} скінченне розширення поля {\displaystyle F}. Розширення є простим тоді і тільки тоді, якщо кількість полів {\displaystyle L} таких що {\displaystyle F\subseteq L\subseteq K} є скінченною.

### Доведення
Нехай {\displaystyle F} і {\displaystyle K} — поля, і степінь розширення {\displaystyle [K:F]=n} — скінченне число. 
Припустимо {\displaystyle K=F(\alpha )}. Оскільки розширення {\displaystyle K/F} — скінченне, то елемент{\displaystyle \alpha } є алгебраїчним над {\displaystyle F}. Нехай {\displaystyle m(x)} — мінімальний многочлен {\displaystyle \alpha } над {\displaystyle F}. Позначимо поле {\displaystyle L} таке що {\displaystyle F\subseteq L\subseteq K} і {\displaystyle m'(x)} — мінімальний многочлен елемента {\displaystyle \alpha } над {\displaystyle L}. Якщо {\displaystyle L'} — поле породжене коефіцієнтами многочлена {\displaystyle m'(x)} то мінімальним многочленом  {\displaystyle \alpha } над {\displaystyle L'} теж є {\displaystyle m'(x)} і {\displaystyle L'\subseteq L}. Згідно з властивостями мінімального многочлена, оскільки {\displaystyle m(\alpha )=0}, маємо {\displaystyle m'(x)|m(x)}, отже:
{\displaystyle [K:L]=\deg(m'(x))=[K:L']\,.} 
Оскільки {\displaystyle L'\subseteq L}, звідси випливає {\displaystyle L'=L}. Тобто довільне проміжне поле {\displaystyle F\subseteq L\subseteq K} відповідає полю породженому коефіцієнтами деякого дільника многочлена {\displaystyle f(x)} зі старшим коефіцієнтом рівним одиниці. Оскільки многочлен {\displaystyle f(x)} має скінченну кількість таких дільників, існує лише скінченна кількість таких підполів {\displaystyle K}, що містять {\displaystyle F}.
Нехай навпаки існує скінченна кількість таких полів {\displaystyle L}.  Якщо {\displaystyle F} є скінченним полем, тоді скінченним є і поле {\displaystyle K}, і всі такі розширення породжуються одним елементом.  Припустимо тепер, що {\displaystyle F} (і також {\displaystyle K}) є нескінченним полем.  Нехай {\displaystyle \alpha _{1},\alpha _{2},\ldots ,\alpha _{n}} - базис {\displaystyle K} над {\displaystyle F}. Тоді  {\displaystyle K=F(\alpha _{1},\ldots ,\alpha _{n})}.  Для доведення достатньо розглянути випадок двох елементів. Загальний випадок тоді одержується за допомогою математичної індукції.
Отже візьмемо {\displaystyle K=F(\beta ,\gamma )}.  Розглянемо множину елементів {\displaystyle \{\beta +a\gamma \}} для {\displaystyle a\in F^{\times }}.  Згідно з припущенням, ця множина є нескінченною, проте існує лише скінченна кількість полів між {\displaystyle K} і {\displaystyle F}; відповідно деякі два елементи породжують одне розширення {\displaystyle L} поля {\displaystyle F}, наприклад {\displaystyle \beta +a\gamma } і {\displaystyle \beta +b\gamma }.  Це поле {\displaystyle L} містить
{\displaystyle {\frac {(\beta +a\gamma )-(\beta +b\gamma )}{a-b}}=\gamma }
І
{\displaystyle {\frac {(\beta +a\gamma )/a-(\beta +b\gamma )/b}{1/a-1/b}}=\beta }
Отже взявши {\displaystyle \alpha =\beta +a\gamma }, одержуємо 
{\displaystyle F(\alpha )=L=F(\beta ,\gamma )=K.}

## Сепарабельні розширення
Важливим наслідком теореми є факт, що довільне скінченне сепарабельне розширення є простим.
Для несепарабельних розширень, це твердження може не виконуватися. Характеристика таких розширень рівна деякому простому числу p. Розглянемо, наприклад поле K: 
Fp(T, U),
визначене як поле раціональних функцій із змінними  T і U і коефіцієнтами в скінченному полі Fp з p елементами. Нехай L розширення поля, породжене додаванням до K кореня степеня p елементів T і U. Тоді розширення L/K є скінченним розширенням степеня p2, отже такий же степінь має мати мінімальний многочлен первісного елемента. Проте для довільного {\displaystyle \alpha \in L}, елемент αp належить K.